# Ігнацій Гавран
Ігнацій Гавран (хорв. Ignacije Gavran; 14 лютого 1914 — 24 листопада 2009) — хорватський науковець і письменник, францисканський чернець.

## Біографія
Народився 14 лютого 1914 року у м. Вареш (Боснія та Герцеговина).  
У 1925 році закінчив початкову школу у Вареші, після чого навчався у середній школі у Високо (Хорватія).
У 1931 році І. Гавран вступив до ордену францисканців. З 1934 по 1937 роки навчався філософії, теології та історії у Сараєво, з 1937 по 1939 — у Вроцлаві.
У 1941 році здобув ступінь доктора філософії.
Працював у францисканській школі богослов'я у Сараєво та францисканській класичній середній школі у Високо, де з 1941 по 2006 рік також завідував бібліотекою. Завдяки йому бібліотечний фонд збільшився з 15 000 до 50 000 книг. Став засновником шкільних археологічної та етнографічної колекцій.
Автор багатьох творів з історії, теології, мистецтвознавства та філософії; перекладів з латини, німецької, італійської. Співавтор Хорватського біографічного лексикону, Лексикону хорватських францисканців, Енциклопедії Югославії, Енциклопедії образотворчого мистецтва, Лексикону письменників Югославії.
Як науковець, брав участь у кількох наукових національних та міжнародних симпозіумах (Оксфорд-Едінбург, Загреб, Сараєво, Спліт).
Помер 24 листопада 2009 року у Високо.

## Вибрані твори
- Нотатки з подорожі до Італії, 1960;

- Нецензурна лексика: історико-психологічне дослідження, 1962;

- Нотатки з подорожі по Австрії, Німеччині, Бельгії і Англії, 1964;

- Великі постаті мистецтвознавства, 1969;

- Lucerna lucens? 1978;

- Супутники боснійської історії: сім століть боснійських францисканців, 1990;

- Врата до життя, 2000[5].